# Tallsmyg
Tallsmyg (Peucedramus taeniatus), är en liten tätting, och ensam art inom sin familj Peucedramidae. Den häckar i bergsområden och på högplatåer, från södra Arizona och New Mexico och söderut genom Mexiko till Nicaragua, och är den enda fågelfamiljen som är endemisk för Nordamerika.
Tallsmygen är en insektsätare som lever i barrskog. Den kategoriseras ofta som stannfågel, men beståndet i New Mexico lämnar staten mellan november och februari. De lägger 3–4 ägg i ett skålformigt bo placerat i ett barrträd.

## Taxonomi
Den placerades tidigare tillsammans med skogssångarna (Parulidae), men DNA-studier indikerar att arten skilde sig tidigt ifrån andra besläktade tättingar, före uppdelningen av gruppen skogssångare/amerikanska fältsparvar/trupialer, varför den numera placeras i en egen familj. Troligen är tallsmygens närmaste släktingar järnsparvarna (Prunellidae) Arten delas upp i fem underarter (se nedan).
Släktnamnet Peucedramus härstammar från gammalgrekiskans peuke, vilket är en specifik typ av barrträd, och dromos, vilket betyder "springare", vilket referera till dess habitat och beteende. Artepitetet taeniatus härstammar från latinets taenia som betyder "huvudband", och atus som betyder "inneha", vilket refererar till dess teckning på huvudet.

## Utseende och läte
Tallsmygen mäter 13-14 cm, väger 9,5-12 gram och har långa vingar. De uppvisar en klinal storleksskillnad, där de nordligare populationerna är större än de södra, vilket är ett fenomen som kallas Bergmanns regel. Hanens fjäderdräkt är till största delen grå med olivgröna inslag på vingarna och den har två vita vingband. Hanens huvud och bröst är kraftfullt ockrafärgad och den har en tydlig svart ögonmask. Hos honorna och juvenilerna är de ockrafärgade partierna istället gula och ögonmasken mer diffus. Det finns geografiska skillnader i fjäderdräkten där de sydligare populationerna är ljusare färgade. 
Dess sång består av klara visslande toner ungefär som hirrJI hirrJI hirrJI, plida plida plida chir chir, etc. Hanen sjunger under hela året men oftare under senare delen av vintern och med en höjdpunkt under tidig vår. Hanen sjunger mest på morgonen, men på våren sjunger den även på eftermiddagen fram till skymning. Den sjunger oftast sittande i ett högt träd.

## Utbredning och biotop

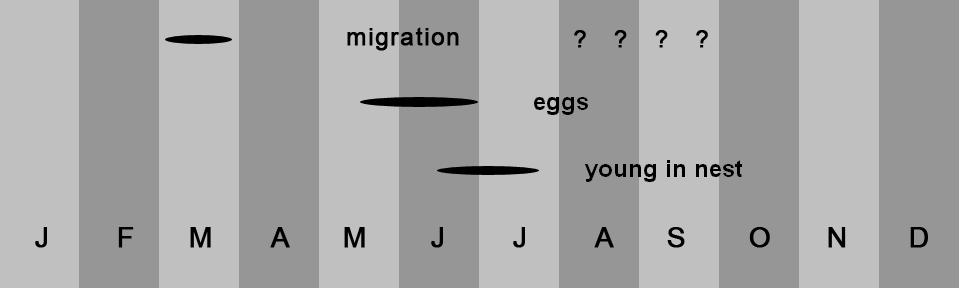
Årscykel

Tallsmygen har en utbredning som sträcker sig från USA till Nicaragua, vilket gör den till den enda endemiska fågelfamiljen i Nordamerika (om Centralamerika inkluderas). I de nordligaste delarna av dess utbredningsområde förekommer de den över ett sammanhållet område som sträcker från Yavapai County i Arizona och från den sydvästliga spetsen av New Mexico, längs med de centrala delarna av Mexiko till södra Mexiko. Det finns även isolerade populationer i Tamaulipas, Coahuila, Sonora och Chihuahua. Längre söderut förekommer den i sydvästra Guatemala och från norra El Salvador och centrala delarna av Honduras till norra Nicaragua.
Den lever i bergsområden och på högplatåer. I dess nordliga utbredningsområde förekommer den från 2 500 meter medan den i andra områden inte förekommer lägre än 3 500 meter. I Oaxaca i Mexiko förekommer den mellan 1 700 och 3 000 meter, och längst söderut av dess utbredning förekommer den ända ned till 1 000 meter Den lever främst i barrträdsbiotoper, som skog med gultall (P. ponderosa) och sockertall (P. lambertiana) i Arizona, ädelgran-‚ och tallskog i centrala Mexiko, Guatemala och Honduras. Dessa skogsbiotoper varierar från fuktiga till medeltorra. I kustområden kan den häcka i palmdungar, och i Valle de México i tall- och alskog.
Över större delen av sitt utbredningsområde är den ockrahuvade sångaren en stannfågel, men de allra nordligaste häckpopulationerna är flyttfåglar. Bestånden i Arizona, New Mexico och Mexiko lämnar sina häckningsområden, men deras exakta flyttningsrörelser är oklara. Men vissa fåglar stannar kvar i de nordliga utbredningsområdena året runt, men oftast på en lägre under vinterperioden.

### Underarternas utbredning
Enligt Clements et al. 2021.
- Peucedramus taeniatus arizonae – bergsområden i sydvästra USA och norra Mexiko (i norra Chihuahua och norra Coahuila)
- Peucedramus taeniatus jaliscensis – bergsområden i nordvästra Mexiko (från södra Chihuahua till sydvästra Jalisco och Colima)
- Peucedramus taeniatus giraudi – bergsområden i centrala Mexiko (från Jalisco till norra Puebla och västra och centrala Veracruz)
- Peucedramus taeniatus taeniatus – bergsområden i södra Mexiko (Guerrero, Oaxaca, Chiapas) till västra Guatemala
- Peucedramus taeniatus micrus – bergsområden i El Salvador, Honduras och norra Nicaragua

## Status och hot
Arten har ett stort utbredningsområde och en stor population, men tros minska i antal, dock inte tillräckligt kraftigt för att den ska betraktas som hotad. Internationella naturvårdsunionen IUCN kategoriserar därför arten som livskraftig (LC). Beståndet uppskattas till 1,9 miljoner vuxna individer.